# Liste der Kulturdenkmale in Pfaffengut
In der Liste der Kulturdenkmale in Pfaffengut sind die Kulturdenkmale der Plauener Gemarkung Pfaffengut verzeichnet, die bis August 2019 vom Landesamt für Denkmalpflege Sachsen erfasst wurden (ohne archäologische Kulturdenkmale). Die Anmerkungen sind zu beachten.
Diese Aufzählung ist eine Teilmenge der Liste der Kulturdenkmale in Plauen.

## Liste der Kulturdenkmale in Pfaffengut
| Bild           | Bezeichnung | Lage                        | Datierung | Beschreibung | ID       |
| -------------- | --- | --------------------------- | --------- | --- | -------- |
| Weitere Bilder | Pfaffengut: Stadtgut mit Wohnhaus, Stallgebäude, Seitengebäude (hinterer Hofabschluss), Seitengebäude mit Remise, Schuppen, Hofraum sowie Teil des ehemaligen Nutzgartens und Hofbaum | Pfaffengutstraße 16 (Karte) | 1891      | Auf den Deutschen Orden zurückgehende Hofanlage von hohem regionalhistorischem Wert, ursprünglich Wirtschaftshof der Johanniskirche. 1887 von den Plauener Industriellen Max und Enno Hartenstein erworben, 1897 Wohn- und Stallgebäude durch Brand beschädigt, danach Wiederaufbau, ab 1939 im Besitz der Stadt Plauen, 1949 enteignet, ab 1992 erneut in städtischem Besitz, seit 1993 Vogtländisches Umwelt- und Naturschutzzentrum - Wohnhaus: Winkelhaus, zweigeschossiger einfacher Putzbau, Satteldach - Stallgebäude: an Wohnhaus anschließend, langgestreckter Massivbau mit Drempelgeschoss, Gurtgesims, Satteldach, Erdgeschoss Bruchsteinmauerwerk - Seitengebäude: hinterer Hofabschluss, flaches Gebäude mit großem Taubenhaus, dieses Holzkonstruktion mit Pyramidenhelm - Remisengebäude auf anderer Hofseite: zweigeschossiger verputzter Ziegelbau, große rundbogige Toröffnungen, heute Garagen, großer Aufzug, flachgeneigtes Satteldach - Schuppen: kleiner Bau - gegenüber Wohnhaus: eingeschossiger Massivbau mit Satteldach, keine gestalterische Besonderheiten, große Kastanie - Nutz- und Ziergarten hinter dem Hof: teilweise Streuobstwiese, weiterhin Treppen und Grundfläche eines ehemaligen Gartenpavillons | 09247002 |
| Weitere Bilder | Lochbauernhof mit Wohnstallhaus (Umgebinde), Seitengebäude und Scheune sowie Einfriedung mit Toreinfahrt                                                                              | Pfaffengutstraße 30 (Karte) | 1648      | Der Bauernhof in landschaftlich reizvoller Lage ist ein Kulturdenkmal aus heimatgeschichtlichen, vor allem aber aus baugeschichtlichen Gründen; es kommt der Alterswert hinzu, denn Teile der Bausubstanz gehen auf die Zeit nach dem Dreißigjährigen Krieg zurück. 1956/57 wurde das Ensemble im Denkmalsinne renoviert bzw. wieder hergestellt. Das Wohnhaus hat eine Umgebindekonstruktion (r 3/3, mit gezapften und geschweiften Kopfstreben) und eine schöne Blockstube, als Obergeschoss zweiriegeliges Fachwerk, das Krüppelwalmdach ohne Ausbau und mit Biberschwanz-Kronendeckung. Auch die Seitengebäude mit Holzkonstruktionen. Rundbogige Toreinfahrt, Kastanie als Hofbaum. | 09247003 |

## Tabellenlegende
- Bild: Bild des Kulturdenkmals, ggf. zusätzlich mit einem Link zu weiteren Fotos des Kulturdenkmals im Medienarchiv Wikimedia Commons. Wenn man auf das Kamerasymbol klickt, können Fotos zu Kulturdenkmalen aus dieser Liste hochgeladen werden:
- Bezeichnung: Denkmalgeschützte Objekte und ggf. Bauwerksname des Kulturdenkmals
- Lage: Straßenname und Hausnummer oder Flurstücknummer des Kulturdenkmals. Die Grundsortierung der Liste erfolgt nach dieser Adresse. Der Link (Karte) führt zu verschiedenen Kartendiensten mit der Position des Kulturdenkmals. Fehlt dieser Link, wurden die Koordinaten noch nicht eingetragen. Sind diese bekannt, können sie über ein Tool mit einer Kartenansicht einfach nachgetragen werden. In dieser Kartenansicht sind Kulturdenkmale ohne Koordinaten mit einem roten bzw. orangen Marker dargestellt und können durch Verschieben auf die richtige Position in der Karte mit Koordinaten versehen werden. Kulturdenkmale ohne Bild sind an einem blauen bzw. roten Marker erkennbar.
- Datierung: Baubeginn, Fertigstellung, Datum der Erstnennung oder grobe zeitliche Einordnung entsprechend des Eintrags in der sächsischen Denkmaldatenbank
- Beschreibung: Kurzcharakteristik des Kulturdenkmals entsprechend des Eintrags in der sächsischen Denkmaldatenbank, ggf. ergänzt durch die dort nur selten veröffentlichten Erfassungstexte oder zusätzliche Informationen
- ID: Vom Landesamt für Denkmalpflege Sachsen vergebene, das Kulturdenkmal eindeutig identifizierende Objekt-Nummer. Der Link führt zum PDF-Denkmaldokument des Landesamtes für Denkmalpflege Sachsen. Bei ehemaligen Kulturdenkmalen können die Objektnummern unbekannt sein und deshalb fehlen bzw. die Links von aus der Datenbank entfernten Objektnummern ins Leere führen. Ein ggf. vorhandenes Icon  führt zu den Angaben des Kulturdenkmals bei Wikidata.